# Новопетрово (село, Тюменская область)
Новопетрово — село в Аромашевском районе Тюменской области, административный центр Новопетровского сельского поселения.

## Население
| 1989 | 2002 | 2010 |
| ---- | ---- | ---- |
| 362  | ↘263 | ↘245 |

## Улицы
- Школьная улица
- Береговая улица
- Проселочная улица
- Центральная улица
- Улица Мира
- Речной переулок
- Новая улица